# Graziosa Fahrradwerke Benedict Albl

Der Graziosa-Lastwagen von 1899

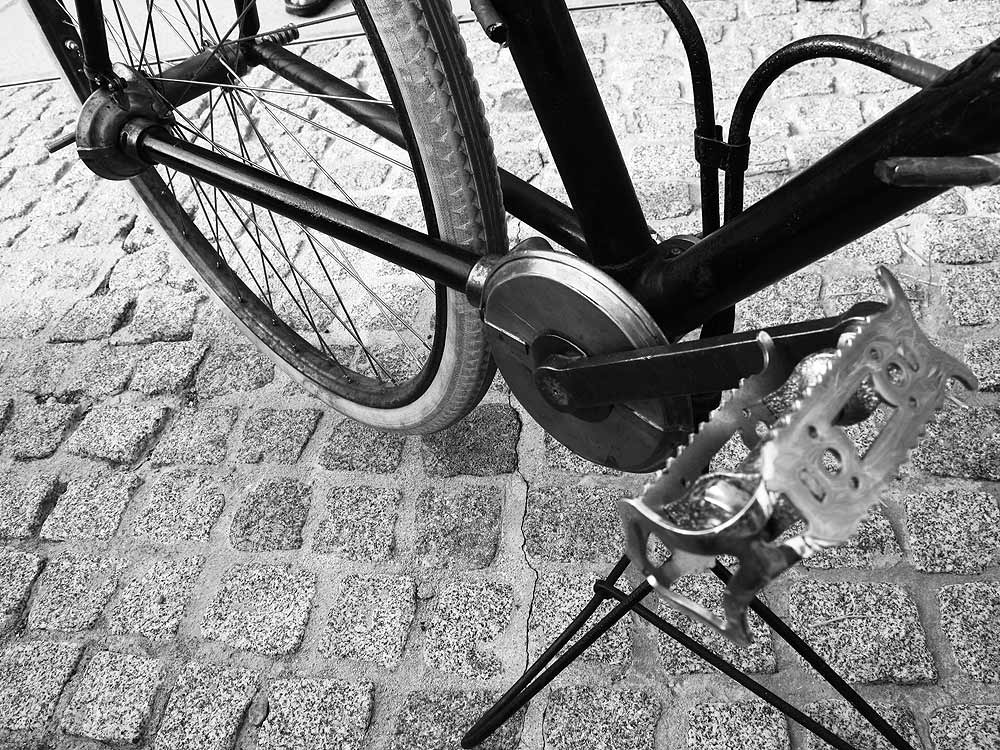
Das Graziosa chainless von 1899

Die Graziosa Fahrradwerke Benedict Albl & Comp. war ein Fahrrad- und Motordreirad-Hersteller aus Graz, damals Österreich-Ungarn, von 1895 bis 1906.
Benedict Albl war schon vor 1880 in Graz als Unternehmer tätig. Unter anderem reparierte er Näh-, Walk- und Waschmaschinen. Im Jahre 1888, nach einer Reise nach England, beschloss er, mit der Erzeugung von Fahr-, Drei- und Jugendrädern zu beginnen.
Johann Puch, der Industrielle und Begründer der Puch-Werke, war nach seinem Militärdienst kurz bei Albl angestellt. Die Meteor Fahrradwerke von Benedict Albl hatten 24 Beschäftigte und erhielten für ihr „Meteor“ Fahrrad den silbernen Staatspreis. 1891 wurde die Fahrradproduktion unter der Firmierung Meteor umgestellt. Das Unternehmen wurde 1895 in Graziosa Fahrradwerke umbenannt.
Die ersten Motorfahrzeuge Albl waren Nachbauten des De Dion-Bouton-Dreirades. 1902 stellte der Sohn Josef Albl die erste Eigenproduktion, den Albl Phönix, vor. Der Phönix Motorwagen wurde als Tonneau, Spider und Geschäftswagen angeboten.
Ein Fahrzeug existiert noch (in der Oststeiermark). Es hat schon am London to Brighton Veteran Car Run in England teilgenommen. Als Motorisierung wurden Einbaumotoren von De Dion-Bouton mit 4,5 und 5 PS angeboten. Der sogenannte Schnüffelmotor verfügt noch über keine mechanische Ventilsteuerung. Es wurden bis 1906 nur geringe Stückzahlen produziert.
In Heft 21 der Österreichischen Touring Zeitung von 1899 sind in einem Bericht geplante Fahrzeuge der Firma "Graziosa-Automobilwerke.Benedikt Albl & Comp." dargestellt. Neben einem Fiaker und einem Omnibus auch eine leichte Voiturette, wie sie Johann Puch schon kurz darauf fertigen würde, und ein Phaeton. Und den nebenstehend gezeigten Graziosa-Lastwagen. Der Artikel auf Seite 3 beginnt mit den Worten: „Wer wüsste nicht, dass man in Graz eifrig in den dortigen Fahrradfabriken mit der Herstellung automobiler Gefährte beschäftigt ist?“

## Fotos

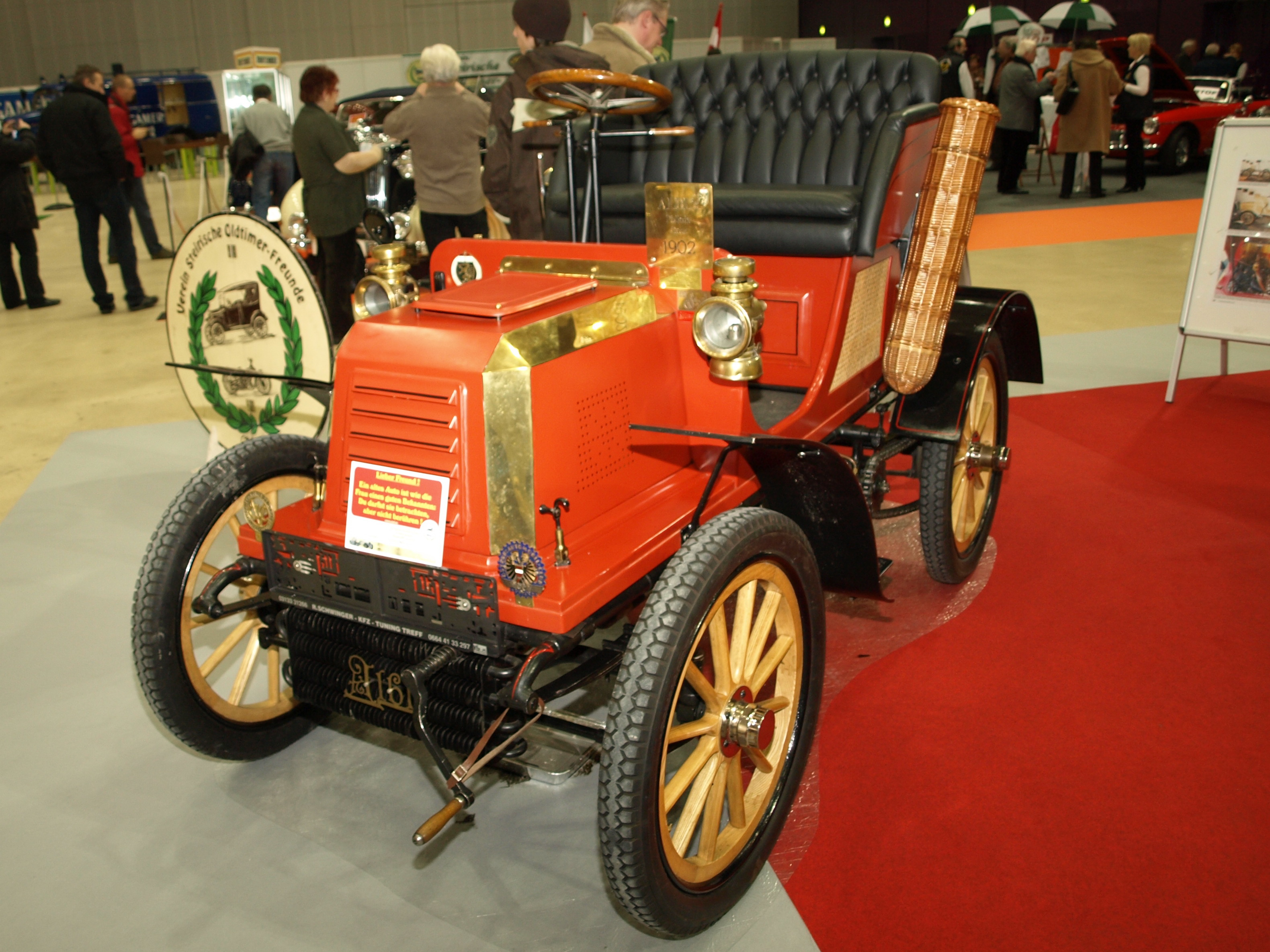
Albl Phönix von 1902
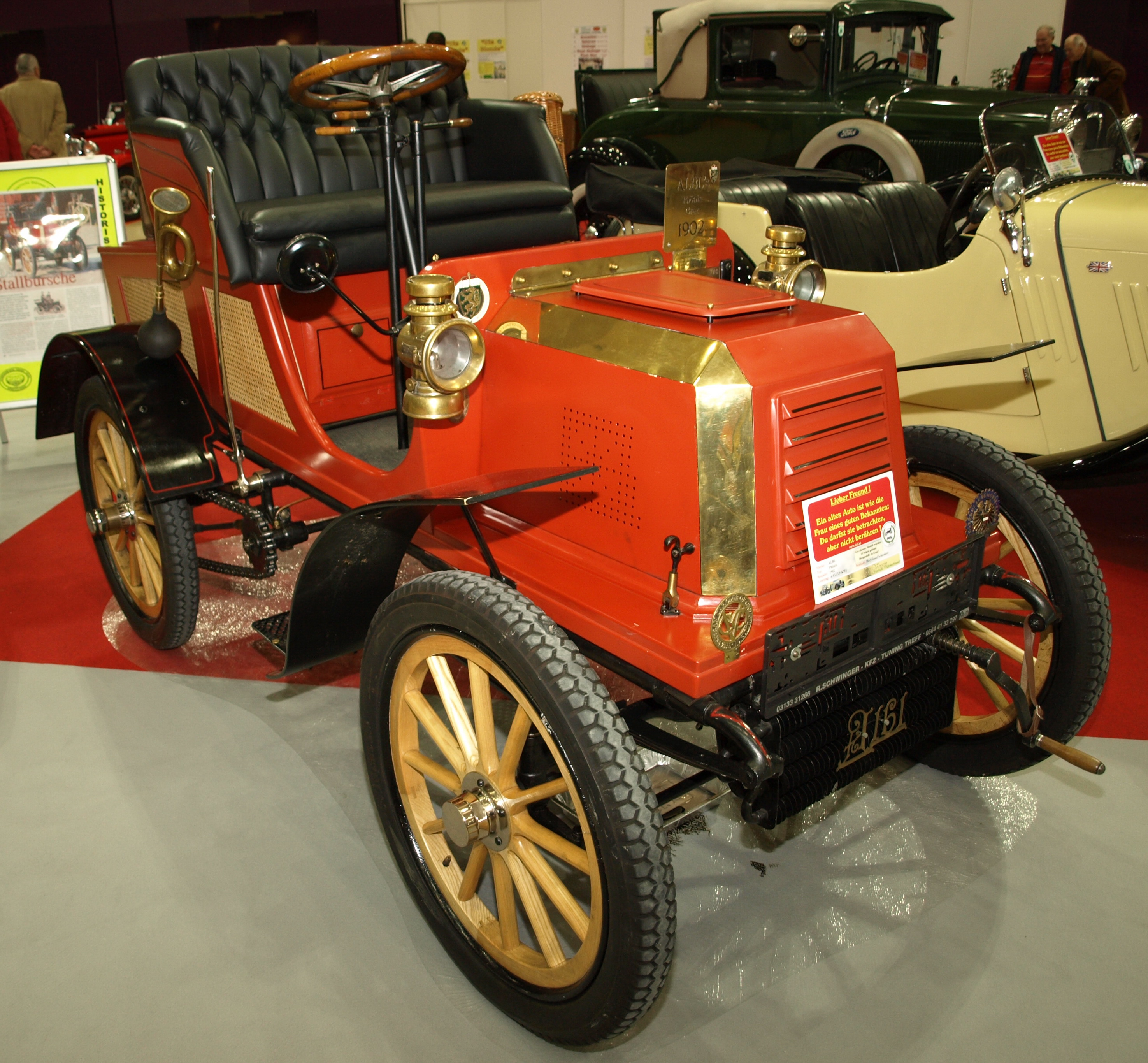
Albl Phönix von 1902
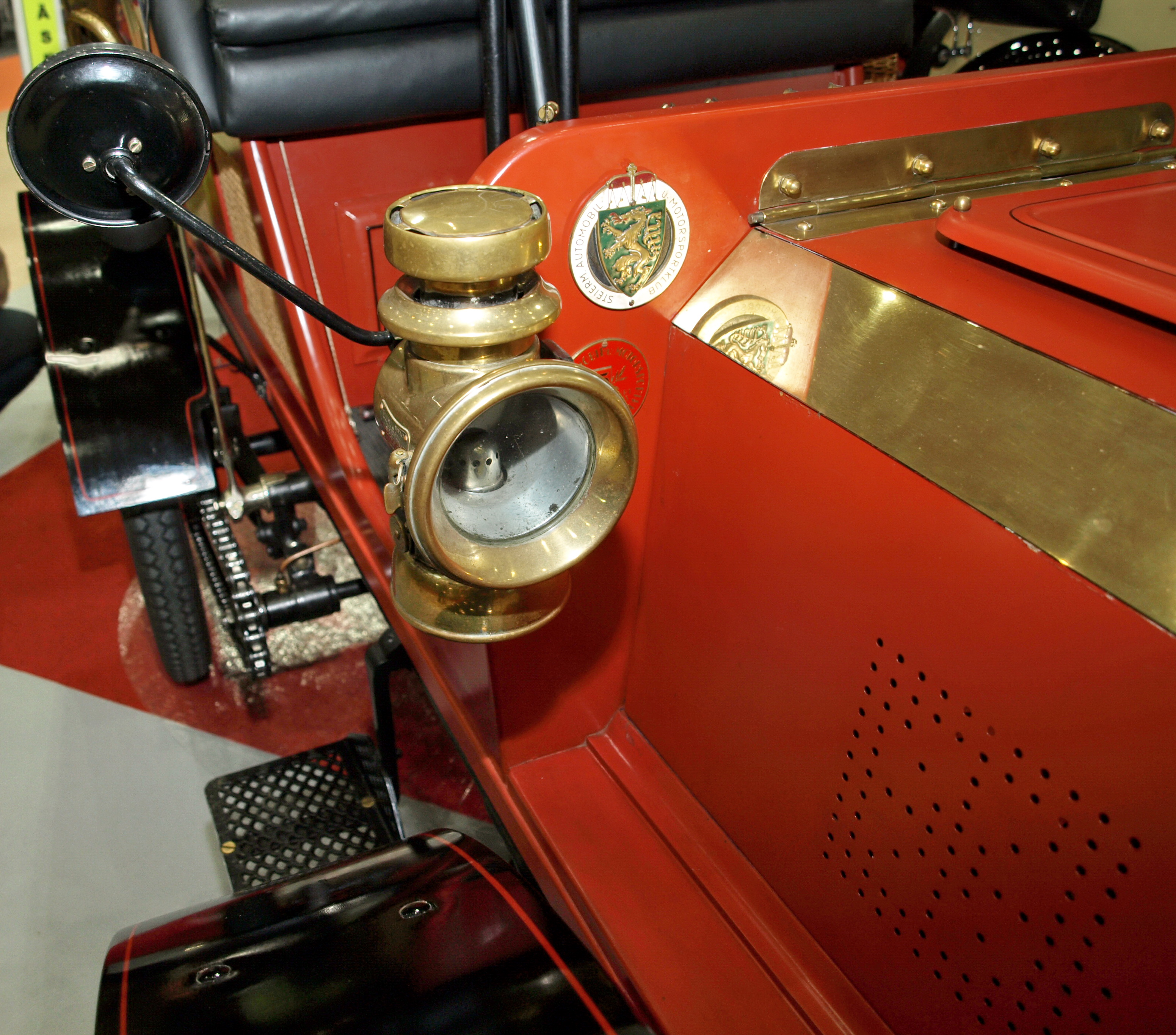
Albl Phönix von 1902